# Рогов, Николай Иванович
Николай Иванович Рогов (1920—1992) — старший сержант Советской Армии, участник Великой Отечественной войны, Герой Советского Союза (1943).

## Биография
Николай Рогов родился 24 декабря 1920 года в рабочей семье в посёлке Яхрома (ныне — город в Дмитровском районе Московской области).
Окончил семь классов школы, после чего работал слесарем сначала на вагоноремонтном заводе, затем на прядильно-ткацкой фабрике. Параллельно с работой занимался в планерной школе и аэроклубе.
В 1940 году Рогов был призван на службу в Рабоче-крестьянскую Красную Армию.
В июле 1943 года вступил в первый бой на Орловско-Курской дуге.
К осени 1943 года гвардии младший сержант Николай Рогов командовал расчётом зенитного пулемёта 287-го гвардейского зенитно-артиллерийского полка 7-го гвардейского танкового корпуса 3-й гвардейской танковой армии Воронежского фронта. Отличился во время битвы за Днепр. Во время боёв на Букринском плацдарме Рогов заменил собой выбывшего из строя командира взвода и успешно командовал подразделением. Только в бою за село Ромашки к западу от Малого Букрина вместе со своим расчётом он поджёг 1 танк, сбил 1 вражеский бомбардировщик и уничтожил большое количество солдат и офицеров противника.
Указом Президиума Верховного Совета СССР от 17 ноября 1943 года за «мужество и героизм, проявленные при форсировании Днепра и в боях на захваченном плацдарме» гвардии младший сержант Николай Рогов был удостоен высокого звания Героя Советского Союза.
В 1946 году Рогов был демобилизован. 
С 1955 года проживал в Омске, работал на заводе.
Умер 21 сентября 1992 года. Похоронен на Старо-Северном кладбище.

## Награды
- медаль «Золотая Звезда»[1] № 2092[2]
- орден Ленина[1][2]
- орден Отечественной войны 1-й степени[2]
- Орден Красной Звезды[1][2]
- медали[1][2]